# Piaggio Aerospace
Piaggio Aerospace (dawniej Piaggio Aero e Società per Azioni) – włoska firma lotnicza, założona w Genui w 1884 r. 

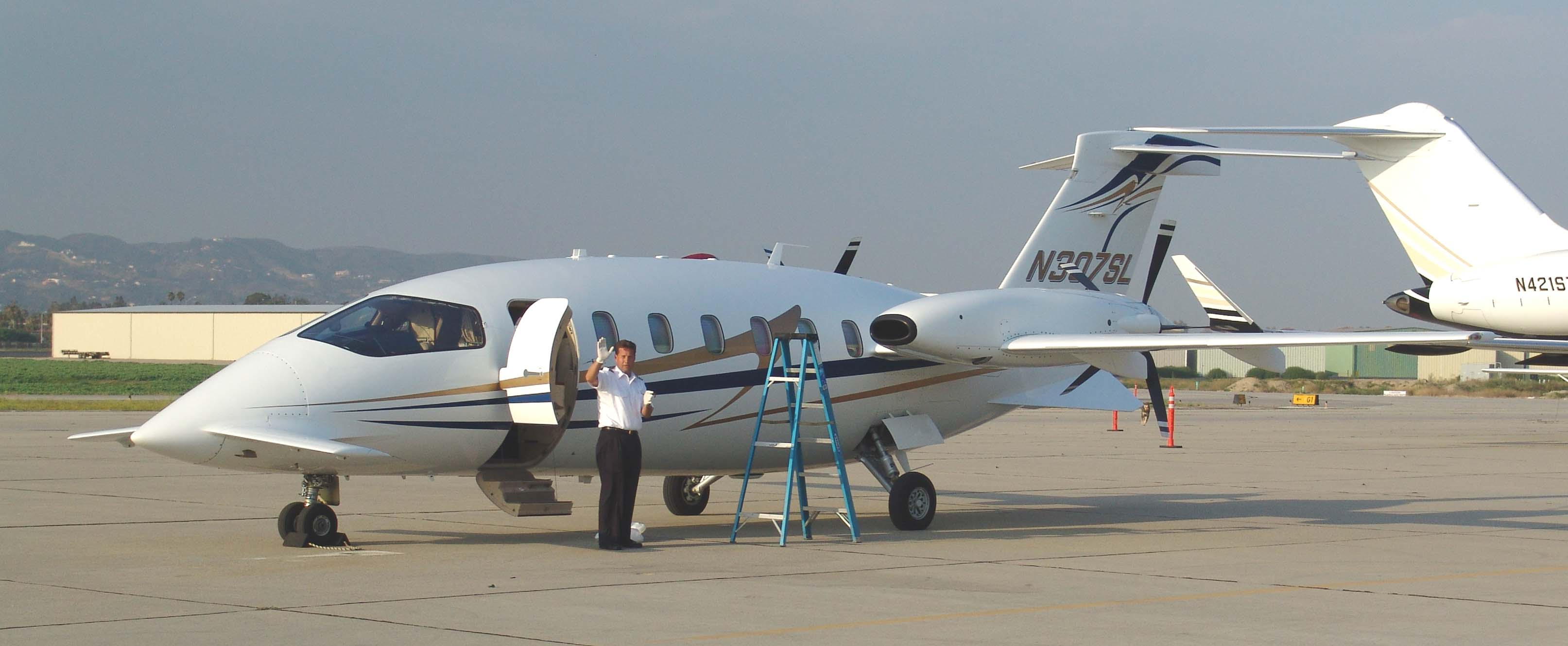
Piaggio P.180

Początkowo wytwórnia zajmowała się produkcją wyrobów z drewna i wyposażeniem statków morskich. Jednak od 1916 roku zaczęła zajmować się budową samolotów, początkowo na podstawie licencji. Od 1923 roku rozpoczęła produkcję samolotów własnej konstrukcji, a przed II wojną światową i w trakcie niej produkowała również silniki lotnicze i śmigła. 
Po zakończeniu II wojny światowej buduje samoloty lekkie, szkolne i turystyczne oraz śmigłowce na podstawie licencji.
W październiku 2014 roku firma zmieniła nazwę na Piaggio Aerospace.

## Samoloty
- Piaggio P.108
- Piaggio P.136
- Piaggio P.148
- Piaggio P.149
- Piaggio P.166
- Piaggio PD.808
- Piaggio P.180 Avanti